# Соколов, Николай Анатольевич
Николай Анатольевич Со́колов (1908—1975) — советский инженер, конструктор вооружений и гидротурбин.

## Биография
Родился 13 ноября 1908 года в селе Сямжа (ныне Вологодская область) в семье священника. Окончил институт. С 1930-х годов работал в Центральном научно-исследовательском институте технологии и машиностроения (ЦНИИТМАШ): инженер, ведущий конструктор литейного отдела, заведующий конструкторским бюро.
Во время Великой Отечественной войны участвовал в разработке особых сплавов для артиллерийских мин. Участник создания гидротурбин для многих ГЭС.
Кандидат технических наук.
Брат — Соколов, Алексей Анатольевич, лауреат Сталинской премии.

## Награды и премии
- Сталинская премия первой степени (1943) — за коренное усовершенствование технологии производства боеприпасов, за коренное усовершенствование технологии производства боеприпасов
- Государственная премия СССР (1967) — за создание сверхмощных радиально-осевых турбин Братской ГЭС.

## Публикации
- Соколов, Николай Анатольевич. Кокильное литье [Текст] / Лауреат Сталинской премии инж. Н. А. Соколов. — Москва : [б. и.], 1944. — 28 с., без тит. л.
- Соколов Н. А. Борьба с отбелом в условиях кокильного литья. М.: Машгиз, 1950. 12 с.: ил.